# Johann Baptist Cysat
Johann Baptist Cysat (Lucerna, 1587 – 17 marzo 1657) è stato un gesuita, astronomo e matematico svizzero.

## Biografia
Noto per aver compiuto diversi studi sulle comete,
Il suo lavoro principale è Mathematica astronomica de loco, motu, magnitudine et causis cometae qui sub finem anni 1618 et initium anni 1619 in coelo fulsit. Ingolstadt Ex Typographeo Ederiano 1619 (Ingolstadt, 1619).
Gli è stato dedicato un cratere sulla Luna, il cratere Cysatus.